# Qingdao-Universität
Die Qingdao-Universität (chinesisch 青岛大学, Pinyin Qīngdǎo Dàxué), umgangssprachlich Qingda (青大), ist eine Universität in Qingdao, Provinz Shandong der Volksrepublik China. Sie ist auf fünf Standorte innerhalb der Stadtgrenzen verteilt.

## Geschichte
1909 wurde die Deutsch-Chinesische Hochschule (青岛特别高等专门学堂,  Qīngdǎo tèbié gāoděng zhuānmén xuétáng – „Sonderfachhochschule Qingdao“) als Vorläufereinrichtung gegründet. Mit der japanischen Eroberung wurde die Hochschule aufgelöst und die Studenten wurden in die Deutsche Medizin- und Ingenieurschule für Chinesen in Shanghai verlegt.
1987 erfolgte die Gründung der (alten) Qingdao-Universität mit 15 Fakultäten. Ihre jetzige Form erhielt sie 1993 durch den Zusammenschluss mit drei weiteren Institutionen: dem 1939 gegründeten Medizinkolleg Qingdao, dem 1950 gegründeten Institut für Textilwissenschaften Shandong (山东纺织工学院,  Shāndōng fǎngzhī gōng xuéyuàn) und dem 1951 gegründeten Lehrerkolleg Qingdao (青岛师范专科学校,  Qīngdǎo shīfàn zhuānkē xuéxiào).

## Schulen und Studium
Die Universität unterhält weiterhin ein starkes Profil in der Ausbildung von medizinischen Fachkräften und den Materialwissenschaften. Davon abgesehen verfügt sie über Studiengänge in einer Vielzahl von wissenschaftlichen Disziplinen. Die Germanistik-Fakultät gilt als die beste in Shandong.